# ギュギュっと イッキ見TV
ギュギュっと イッキ見TV（ギュギュっと イッキみティービー）はNHK BSで2025年11月7日から放送開始予定のアーカイブバラエティ番組。

## 概要
この番組では、毎回マニアックなテーマを設定して、NHKアーカイブスに保管されている映像の中からそのテーマに沿った映像を探し出し、そのテーマに関連した映像をまとめて紹介するバラエティ番組の要素を加えたアーカイブ番組となっている。

## 放送時間
- 毎週金曜日 19:30-19:59